# 韦扎达尔巴
韦扎达尔巴（義大利語：Vezza d'Alba），是意大利库内奥省的一个市镇。总面积14平方公里，人口2213人，人口密度158.1人/平方公里（2009年）。ISTAT代码为004241。

## 友好城市
- 法國容基耶尔圣樊尚